# Zbigniew Żebrowski

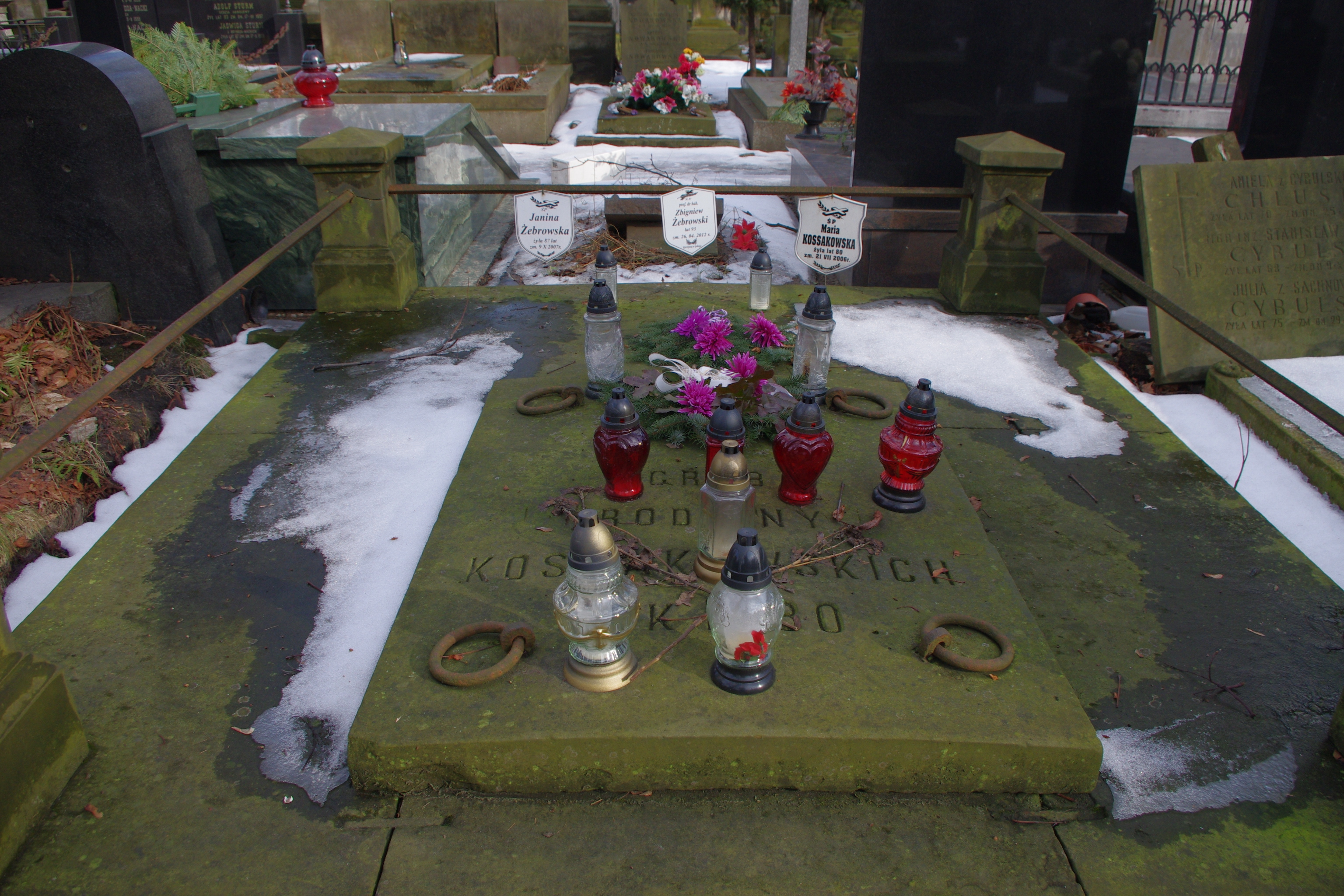
Grób prof. Zbigniewa Żebrowskiego na cmentarzu Powązkowskim w Warszawie

Zbigniew Żebrowski (ur. 13 lutego 1919 w Nowym Łączynie koło Przasnysza, zm. 26 kwietnia 2012) – polski zootechnik, specjalista hodowli trzody chlewnej, profesor w Instytucie Genetyki i Hodowli Zwierząt Polskiej Akademii Nauk w Jastrzębcu.

## Życiorys
Urodził się w rodzinie ziemiańskiej, jako syn Wincentego (ur. 5 kwietnia 1888, zm. 23 września 1956) i Zofii z Kakowskich (ur. 10 marca 1894, zm. 6 czerwca 1959). Ojciec zdobył średnie wykształcenie rolnicze i był właścicielem 74-hektarowego gospodarstwa rolnego w Łączynie Nowym; gospodarstwo to, wyróżniające się nowoczesnością i wydajnością (m.in. stosowano na szeroką skalę nawozy sztuczne, uprawiano rzadki w okolicy rzepak, a w produkcji uzyskiwano średnio ponad 4000 litrów mleka o zawartości przekraczającej 4% tłuszczu od krowy rocznie), było przykładowym zakładem Warszawskiej Izby Rolniczej. Wincenty Żebrowski był aktywnym działaczem społecznym, w Brzozowie Nowym zainicjował działalność Kółka Rolniczego i Okręgowej Spółdzielni Mleczarskiej, w obu tych instytucjach pełnił funkcję prezesa; odznaczony został Złotym Krzyżem Zasługi. Gospodarstwo utracił najpierw na rzecz Niemców, a po II wojnie światowej na rzecz skarbu państwa.
Zbigniew Żebrowski ukończył w 1936 Gimnazjum im. Henryka Sienkiewicza w Sokołowie Podlaskim. Dalszą naukę podjął w Państwowej Wyższej Szkole Gospodarstwa Wiejskiego w Cieszynie. W 1945, po czteromiesięcznym okresie pracy urzędniczej w powiatowym urzędzie ziemskim, wznowił studia przerwane wybuchem II wojny światowej. Został studentem specjalności żywienie i hodowla zwierząt na Wydziale Rolniczym Szkoły Głównej Gospodarstwa Wiejskiego w Warszawie. Studia łączył z praktyką – w latach 1946–1948 dzierżawił 40-hektarowe gospodarstwo w Kisinach koło Działdowa. Dobre wyniki produkcyjne gospodarstwa pozwalały mu nie tylko na utrzymanie się na studiach, ale i na pomoc materialną dla rodziny: pozbawionego własnego gospodarstwa ojca oraz uczącej się siostry. W 1950 Żebrowski uzyskał dyplom magistra po obronie pracy Porównawcze badania nad zastępowaniem jęczmienia drożdżami pastewnymi albo mączką rybną w mięsnym tuczu świń, przygotowanej pod kierunkiem prof. Jana Rostafińskiego.
Po studiach podjął pracę zawodową na ukończonej uczelni. Został asystentem w Zakładzie Szczegółowej Hodowli i Żywienia Zwierząt, wkrótce przemianowanym na Katedrę (po podziale jednostki na Katedrę Szczegółowej Hodowli Zwierząt i Katedrę Żywienia Zwierząt pozostał w tej pierwszej). Prowadził m.in. prace hodowlane w zakładach doświadczalnych w Sinołęce i Brwinowie. Zajmował kolejno stanowiska starszego asystenta, adiunkta, a od 1967 docenta. W 1960 na Wydziale Zootechnicznym SGGW obronił rozprawę Zmiany składu tuszy w zależności od wieku u świń puławskich, wielkich białych i ich mieszańców i otrzymał doktorat nauk rolno-leśnych. Na tym samym wydziale w 1966 Żebrowski przedstawił rozprawę habilitacyjną Korelacje między cechami użytkowymi tusz wieprzowych. W latach 1959–1981 należał do PZPR.
W 1968 przeszedł do Instytutu Genetyki i Hodowli Zwierząt Polskiej Akademii Nauk w Jastrzębcu, gdzie objął kierownictwo Pracowni (potem Zakładu) Podstaw Hodowli Świń. W latach 1975–1981 był zastępcą dyrektora Instytutu. W 1976 otrzymał tytuł profesora nadzwyczajnego nauk rolniczych, w 1989 – profesora zwyczajnego. W latach 1982–1989 na drugim etacie zatrudniony był w Wyższej Szkole Rolniczo-Pedagogicznej w Siedlcach, gdzie położył liczne zasługi nie tylko w pracy badawczej i dydaktycznej, ale i organizacyjnej; zainicjował szerokie kontakty biblioteki uczelni siedleckiej z innymi ośrodkami, doprowadzając do poszerzenia zbiorów o setki pozycji z zakresu zootechniki, od rozpraw doktorskich i habilitacyjnych, przez fachowe pozycje książkowe, po czasopisma i zeszyty naukowe innych szkół wyższych i instytutów badawczych. W 1989, w roku otrzymania tytułu profesora zwyczajnego, Żebrowski przeszedł na emeryturę.
Zainteresowania i prace badawcze Zbigniewa Żebrowskiego dotyczyły m.in. krzyżowania uszlachetniającego i towarowego świń, zmian składu ciała pod wpływem wieku, doskonalenia pogłowia masowego z wykorzystaniem tzw. oceny stacyjnej rozpłodników, wczesnego odsadzania prosiąt od matek i zastosowania bakterii w wychowie, zależności przyrostu tuczników i składu ich tusz od poziomu żywienia. W zakładach doświadczalnych w Sinołęce i Brwinowie pracował nad doskonaleniem świń rasy puławskiej i w drodze uszlachetniającego krzyżowania, głównie z rasą wielką białą polską (i z niewielkim udziałem rasy berkshire), wytworzył nowe linie i rodziny, charakteryzujące się opóźnionym dojrzewaniem oraz większą wyrostowością, mięsnością i płodnością; w efekcie zanikająca w tym czasie populacja świń rasy puławskiej odzyskała znaczenie hodowlane i konsumpcyjne. Żebrowski wykazał większą użyteczność loch mieszańców do produkcji prosiąt, co wykorzystano w programie krzyżowania świń opracowanym w resorcie rolnictwa. Z kolei wyniki badań nad poziomem żywienia i doborem pasz wykazały ich związki z efektami końcowymi tuczu i doprowadziły do naniesienia korekt w normach żywienia tuczników mięsnych. Z osiągnięć hodowlanych Żebrowskiego wymienić należy wytworzenie krajowej świni miniaturowej na bazie ras wielkiej białej polskiej i polskiej białej zwisłouchej oraz ras wietnamskich.
Żebrowski jest autorem lub współautorem ponad 360 publikacji, w tym ponad 80 monografii i rozpraw, 9 podręczników i skryptów, przeszło 150 artykułów i doniesień naukowych. Redagował m.in. międzynarodowy podręcznik Użytkowanie trzody chlewnej (1978), którego współautorami byli zootechnicy niemiecki Schwark i rosyjski Owsiannikow. Znaną publikacją Żebrowskiego jest rozdział Hodowla trzody chlewnej w wielokrotnie wznawianej, trzytomowej pracy zbiorowej Zootechnika. Ponadto opublikował m.in. skrypt Zasady chowu trzody chlewnej (1958), Zmiany składu tuszy w zależności od wieku u świń puławskich wielkich białych i ich mieszańców (1962), Investigation on weaning piglets at the age of 35 days and their rearing to 3 months ("Prace i Materiały Zootechniczne", 1977, współautor J. Ryszkowski), Wykorzystanie wyników stacyjnej oceny knurów wbz, pbz i złotnickiej białej w województwie poznańskim w latach 1970-1974 ("Prace i Materiały Zootechniczne", 1980, współautor Krystian Dziadek), Badania nad tuczem i oceną tusz knurków („Roczniki Nauk Zootechnicznych. Monografie i Rozprawy”, 1986, współautor J. Ryszkowski), Użytkowość rozpłodowa loch rasy pbz-23 pokrytych knurami rasy duroc i wielkiej białej polskiej i wartość tuczna ich potomstwa („Roczniki Nauk Rolniczych”, seria B, 1990, współautorzy T. Blicharski i A. Ostrowski), Porównanie wartości tucznej i oceny tusz mieszańców trzyrasowych pochodzących z kojarzenia loch dwurasowych pbz x wpb z knurami ras niemieckiej landrace i duroc („Prace i Materiały Zootechniczne”, 1990, współautorzy T. Blicharski, L. Houska, J. Pulkrabek), Rozmieszczenie tłuszczu w półtuszach świń w zależności od rasy i masy ciała („Roczniki Nauk Zootechnicznych. Monografie i Rozprawy”, 1991, współautor Stanisław Kondracki). Żebrowski opracował 23 wnioski o nadanie tytułu profesora, recenzował 12 prac habilitacyjnych oraz 21 prac doktorskich. Pod jego kierunkiem powstało 30 prac magisterskich (kilka z nich, napisanych w Siedlcach, otrzymało nagrody i wyróżnienia w konkursach pisma "Przegląd Hodowlany" i Polskiego Towarzystwa Zootechnicznego) oraz dwie rozprawy doktorskie: Stanisław Kondracki pisał o jakości tusz świń puławskich i polskich białych zwisłouchych z chowu masowego w województwie siedleckim, natomiast Tadeusz Blicharski o wpływie krzyżowania 3-rasowego rotacyjnego na użytkowość rozpłodową, tuczną i rzeźną.
Zasiadał w Radach Naukowych trzech polskich instytutów zootechnicznych – Instytutu Genetyki i Hodowli Zwierząt Polskiej Akademii Nauk w Jastrzębcu (1969–1989), Instytutu Fizjologii i Żywienia Zwierząt Polskiej Akademii Nauk w Jabłonnie (1969–1989), Instytutu Zootechniki w Krakowie (1971–1992). W latach 1969–1971 był zastępcą sekretarza Wydziału Nauk Rolniczych i Leśnych PAN, w latach 1972–1989 był członkiem Komitetu Nauk Zootechnicznych PAN. Od 1951 jest członkiem Polskiego Towarzystwa Zootechnicznego, w 1973 został wybrany do zarządu głównego, a w latach 1974–1980 pełnił funkcję prezesa Towarzystwa; w 1980 znalazł się w składzie Sądu Koleżeńskiego, a w 1986 został wyróżniony tytułem członka honorowego. Jako prezes Towarzystwa organizował w Warszawie zjazd Europejskiej Federacji Zootechnicznej. Działa także w Stowarzyszeniu Naukowo-Technicznym Inżynierów i Techników Rolnictwa, gdzie m.in. przewodniczył zarządowi wojewódzkiemu sekcji zootechnicznej w Warszawie oraz zasiadał w prezydium warszawskiego zarządu wojewódzkiego. W latach 1963–1975 pełnił funkcję wiceprezesa zarządu wojewódzkiego Związku Hodowców i Producentów Trzody Chlewnej w Warszawie. Brał udział w pracach Rady Naukowo-Technicznej i Ekonomicznej przy Przewodniczącym Wojewódzkiej Rady Narodowej w Warszawie (1964–1975) oraz Komisji ds. Hodowli Trzody Chlewnej Rady Naukowo-Technicznej przy Ministrze Rolnictwa (1970–1992, przewodniczący komisji). Był także członkiem redakcji i rad programowych kilku periodyków naukowych, m.in. „Przeglądu Hodowlanego”.
W uznaniu osiągnięć naukowych otrzymał szereg nagród i wyróżnień, m.in. nagrodę Sekretarza Naukowego Polskiej Akademii Nauk (1971), nagrodę Wydziału Nauk Rolniczych i Leśnych Polskiej Akademii Nauk (1978), nagrody Ministra Oświaty i Szkolnictwa Wyższego (1964) oraz Ministra Rolnictwa (1979). Odznaczony został m.in. Złotym Krzyżem Zasługi (1964), Krzyżem Kawalerskim (1971) i Oficerskim (1979) Orderu Odrodzenia Polski, odznaką „Zasłużony Pracownik Rolnictwa”, odznaką „Za zasługi dla województwa warszawskiego”, Medalem im. Stanisława Staszica, Medalem Polskiej Akademii Nauk im. Michała Oczapowskiego (2002), Medalem XXV-lecia Polskiej Akademii Nauk, odznaką "Zasłużony dla Instytutu Zootechniki w Krakowie" oraz Medalem Srebrnym 50-lecia Instytutu Zootechniki (2000), Medalem Pamiątkowym Akademii Rolniczej w Lublinie (1993), Medalem Pamiątkowym 30-lecia Wyższej Szkoły Rolniczo-Pedagogicznej w Siedlcach (1999), Medalem 50-lecia Wydziału Zootechnicznego Szkoły Głównej Gospodarstwa Wiejskiego (2002).
W czerwcu 1951 poślubił Janinę Zofię Kossakowską (ur. 29 lutego 1920 w Warszawie), absolwentkę Szkoły Głównej Gospodarstwa Wiejskiego (dyplom w czerwcu 1949), asystentkę w Katedrze Hodowli Szczegółowej i Żywienia Zwierząt tej uczelni, potem w Katedrze Hodowli Ogólnej Zwierząt. Przez babkę Zofię z Fukierów Kossakowską (1843-1914) Janina Żebrowska spokrewniona jest ze znaną rodziną warszawskich kupców (pierwszym mężem Zofii, przed poślubieniem budowniczego Józefa Kossakowskiego, był Wilhelm Ludwik Malcz, uczestnik powstania styczniowego, syn słynnego złotnika Karola Malcza i bratanek zasłużonego warszawskiego lekarza Jana Fryderyka Wilhelma Malcza). Janina Żebrowska, odsunięta od pracy dydaktycznej na uczelni ze względów politycznych, nie zdołała dokończyć przygotowywanej rozprawy doktorskiej o hormonalnym kapłonieniu kogutów, ale pozostała związana z rolnictwem jako wieloletni pracownik Centralnego Instytutu Rolniczego, przekształconego później w Departament Nauki i Postępu Rolniczego Ministerstwa Rolnictwa. Była m.in. odpowiedzialna za zorganizowanie ekspozycji Polski na Międzynarodowej Objazdowej Wystawie Aparatury Laboratoryjnej w państwach Europy Wschodniej (1959-1961). Za wieloletnią pracę zawodową odznaczona została m.in. Srebrnym (1969) i Złotym (1975) Krzyżem Zasługi oraz Krzyżem Kawalerskim Orderu Odrodzenia Polski (1978). Z małżeństwa Żebrowskich urodziło się troje dzieci: syn Piotr Adam (1951–1993, absolwent Wydziału Inżynierii Sanitarnej i Wodnej Politechniki Warszawskiej), córka Hanna Ewa, po mężu Rasz (ur. 1953, absolwentka Wydziału Zootechnicznego Szkoły Głównej Gospodarstwa Wiejskiego) oraz syn Tadeusz Wincenty (ur. 1956, absolwent Wydziału Elektroniki Politechniki Warszawskiej).
Braćmi stryjecznymi Zbigniewa Żebrowskiego byli Leon Żebrowski (1913–1996), profesor nauk weterynaryjnych, oraz Tadeusz Żebrowski (1916–1965), lekarz ftyzjatra, szwagier poety Zbigniewa Herberta, który dedykował mu wiersz Śmierć pospolita.